# Codifica di Alamouti
In telecomunicazioni, la codifica di Alamouti, anche conosciuta come space-time block coding, è una forma di codifica utilizzata nella trasmissione di dati digitali, in particolare nelle tecnologie wireless.
Questa codifica permette di ottenere un'alta qualità delle trasmissioni, mediante l'utilizzo di più antenne e una modalità di trasmissione che prevede la possibilità di inviare più trasmissioni delle stesse informazioni, che verranno selezionate in fase di ricezione.
In pratica, con due antenne in trasmissione e una in ricezione, in presenza di fading, si riesce a realizzare un sistema di trasmissione numerica in cui la probabilità di errore tende a zero, secondo l'inverso del quadrato del rapporto segnale/rumore.